# فيليا (أتيكي)
فيليا (Βίλια) هي مدينة في إقليم أتيكا في اليونان.
يبلغ عدد سكانها حوالي 2073 نسمة.